# Xavier de Carvalho
Inácio Xavier de Carvalho, também conhecido pelo pseudônimo literário Xavier de Carvalho (26 de agosto de 1871 - 17 de maio de 1944), foi um proeminente magistrado, professor, jornalista e poeta brasileiro. Destacou-se como uma figura central na vida intelectual e cultural do Maranhão no final do século XIX e início do século XX, participando ativamente da fundação da Academia Maranhense de Letras, onde foi o primeiro ocupante da Cadeira de número 9.

## Biografia
Inácio Xavier de Carvalho nasceu na cidade de São Luís, capital da então província do Maranhão, em 26 de agosto de 1871. Desde jovem, demonstrou aptidão para os estudos jurídicos e literários. Buscando aprimoramento acadêmico, transferiu-se para Pernambuco, onde cursou Ciências Jurídicas e Sociais na prestigiosa Faculdade de Direito do Recife, concluindo o bacharelado. Sua formação jurídica sólida seria a base para uma multifacetada carreira que se estenderia pela magistratura, pelo magistério e pelo jornalismo, além de uma notável produção poética.
A escolha pela Faculdade de Direito do Recife não foi fortuita; a instituição era, na época, um importante centro de efervescência intelectual e política, notadamente pelas ideias abolicionistas e republicanas que ali circulavam durante o final do Império e o início da República. Essa imersão em um ambiente tão estimulante e politicamente engajado provavelmente contribuiu para moldar a visão de mundo de Carvalho e influenciou sua posterior atuação combativa no jornalismo e na literatura. Era comum que talentos maranhenses buscassem formação em centros maiores como Recife ou Rio de Janeiro, e a experiência de Carvalho nesse polo de debates certamente enriqueceu sua trajetória.
Inácio Xavier de Carvalho faleceu na cidade do Rio de Janeiro em 17 de maio de 1944, aos 72 anos.

## Carreira

### Magistratura
Após a conclusão de seu curso de Direito, Inácio Xavier de Carvalho dedicou-se à carreira jurídica. Atuou inicialmente como Promotor Público e, posteriormente, ascendeu ao cargo de Juiz de Direito. Exerceu também a função de Juiz Substituto Federal no estado do Maranhão. Essa experiência no sistema judiciário, lidando diretamente com a aplicação das leis e as disputas sociais, forneceu-lhe uma perspectiva singular e material para suas outras atividades intelectuais, especialmente no jornalismo crítico e na literatura que frequentemente abordava questões sociais e humanas. No período, era relativamente comum que bacharéis em Direito também se destacassem nas letras e na imprensa, utilizando sua formação e visão de mundo para intervir no debate público.

### Jornalismo
A atuação de Xavier de Carvalho na imprensa maranhense foi marcante e, por vezes, combativa. Ele foi redator do jornal O Maranhão, veículo pelo qual se notabilizou por sua participação em acalorados debates públicos. Um dos mais célebres foi a polêmica travada com o intelectual Antônio Lobo. Esta controvérsia teve início com a visita do jornalista Rafael Pinheiro a São Luís para uma série de conferências. Pinheiro já trazia consigo um histórico de desentendimentos em Belém, mas foi recebido por Lobo, então diretor da Biblioteca Pública. O conflito intensificou-se quando Agostinho Reis, correspondente do jornal paraense Folha do Norte, publicou uma crítica negativa à conferência de Pinheiro antes mesmo que ela ocorresse (devido a um adiamento por baixa venda de ingressos). Lobo, como organizador, sentiu-se ofendido, iniciando uma discussão com Reis. Mesmo após a retratação de Reis, O Maranhão, sob a redação de Carvalho, reacendeu a disputa, acusando Lobo de distribuir ingressos devido à falta de público. O debate transcendeu a discussão de ideias, evoluindo para ataques pessoais e críticas mútuas às obras literárias e aos movimentos estéticos aos quais cada um se filiava, como Missas Negras de Carvalho e A carteira de um neurastênico de Lobo. Este embate jornalístico perdurou por meses e foi revisitado em outras ocasiões.
Em 1908, quando Antônio Lobo escreveu uma carta a Sebastião Sampaio para a Exposição Nacional, detalhando a produção literária maranhense, o jornal O Maranhão serviu de plataforma para fortes críticas a Lobo, assinadas sob o pseudônimo "Um Maranhense" (identificado como os advogados Manuel Jansen Ferreira e Alcides Pereira). Eles questionavam a omissão de seus nomes e a própria concepção de "Literatura" de Lobo, que defendia a inclusão apenas de profissionais com livros publicados, enquanto os críticos argumentavam por uma visão mais abrangente. Esse debate também se estendeu por meses, com Lobo chegando a responder no próprio O Maranhão.
Estes debates jornalísticos, especialmente com Antônio Lobo, não refletiam apenas rivalidades pessoais ou intelectuais, mas também as tensões e as disputas por hegemonia no campo literário e cultural do Maranhão da época. A imprensa era o principal palco para esses embates, que eram cruciais para a definição de cânones e a construção de reputações literárias. A intensidade e a personalização dos ataques indicam que havia muito em jogo, incluindo o reconhecimento e a própria definição do que constituía a literatura maranhense relevante.
Xavier de Carvalho também esteve ligado ao jornal A Renascença, fundado por um grupo dissidente da sociedade literária Oficina dos Novos, e colaborou com a revista A Nova Atenas, lançada em 1903. Sua presença na imprensa caracterizou-se pela erudição, pela defesa veemente de seus pontos de vista e por um estilo frequentemente incisivo.

### Magistério
Paralelamente às suas atividades na magistratura e no jornalismo, Inácio Xavier de Carvalho dedicou-se ao magistério. Foi professor de Literatura, Francês e Direito, 
lecionando como catedrático no Liceu Maranhense, uma das mais importantes e tradicionais instituições de ensino secundário do Maranhão. Sua atuação como educador contribuiu para a formação de novas gerações de intelectuais no estado. A docência no Liceu Maranhense, um reconhecido centro formador de elites, colocava Carvalho em uma posição privilegiada para influenciar diretamente jovens intelectuais. Ali, ele disseminava não apenas conhecimento técnico nas disciplinas que lecionava, mas também suas visões literárias e culturais, o que potencialmente moldou o futuro da intelectualidade local e perpetuou a rica tradição cultural da chamada "Atenas Brasileira". O Liceu Maranhense era mais que uma escola; funcionava como um espaço vital de formação cultural e intelectual, e professores como Carvalho desempenhavam um papel crucial na transmissão de valores e no estímulo ao pensamento crítico e à produção literária.

## Academia Maranhense de Letras
Inácio Xavier de Carvalho desempenhou um papel fundamental na criação da Academia Maranhense de Letras (AML). Foi um dos doze intelectuais que, em 10 de agosto de 1908, fundaram o sodalício, um marco na história cultural do Maranhão. Na sessão inaugural, realizada em 7 de setembro do mesmo ano, Carvalho tornou-se o primeiro ocupante da Cadeira de número 9, que tem como patrono o célebre poeta maranhense Antônio Gonçalves Dias.
Anteriormente à fundação da AML, Carvalho participou ativamente do grupo literário "Oficina dos Novos". Esta agremiação foi um importante precursor para a criação da Academia, reunindo intelectuais que debatiam e promoviam a literatura no estado. A transição de Carvalho da "Oficina dos Novos" para o grupo fundador da AML ilustra um movimento mais amplo de institucionalização da atividade literária no Maranhão. Este movimento buscava consolidar um espaço formal para os intelectuais, seguindo o modelo da Academia Brasileira de Letras, e representava um passo significativo na organização e no reconhecimento dos "homens de letras" maranhenses. A participação de Carvalho em ambos os momentos o posiciona como uma figura central nessa transição e na consolidação do campo intelectual local.
Posteriormente, com a ampliação do número de cadeiras na Academia, Inácio Xavier de Carvalho foi homenageado ao se tornar o patrono da Cadeira de número 37. Sua participação destacada na AML, desde a fundação até a honraria de se tornar patrono, evidencia seu prestígio entre seus pares e sua dedicação contínua à promoção e preservação das letras no Maranhão.

## Obras
Como escritor, Inácio Xavier de Carvalho publicou obras de poesia e prosa. Sua produção literária, especialmente a poesia, é associada por alguns críticos ao Simbolismo, frequentemente com uma veia irônica, estabelecendo um diálogo com correntes literárias europeias contemporâneas, como a do poeta francês Jules Laforgue. Essa característica o posiciona como uma figura de modernização dentro do cenário literário maranhense de sua época, afastando-se de um Parnasianismo mais rígido ou de um Romantismo tardio. A adoção de traços simbolistas e irônicos em sua obra indica uma sensibilidade para as renovações artísticas e uma tentativa de incorporá-las à produção local, contribuindo para a diversidade cultural da "Atenas Brasileira".

## Legado e Homenagens
O legado de Inácio Xavier de Carvalho para a cultura maranhense é multifacetado, abrangendo suas contribuições como magistrado, professor, jornalista e poeta. Na magistratura e no magistério, participou ativamente da formação jurídica e intelectual de sua comunidade. Como jornalista, destacou-se pela vivacidade de seus textos e pela coragem em sustentar debates públicos que agitavam o cenário cultural de São Luís. Como poeta, deixou obras que refletem as tendências estéticas de seu tempo, com um toque pessoal de ironia e reflexão.
Sua participação como um dos fundadores da Academia Maranhense de Letras permanece como um testemunho duradouro de seu compromisso com a valorização e a perpetuação da rica tradição literária do Maranhão.
Um reconhecimento material de sua importância histórica para a cidade de São Luís é a preservação de um casarão que lhe pertenceu. Localizado no centro histórico, o imóvel foi propriedade de Inácio Xavier de Carvalho aproximadamente entre o segundo decênio do século XX (1910 - 1919) e o ano de 1924. Posteriormente, o casarão foi revitalizado e, atualmente, abriga instalações da Universidade Federal do Maranhão (UFMA), incluindo o Programa de Pós-Graduação em Direito. A destinação do antigo solar de Carvalho para uma instituição de ensino superior como a UFMA, central na vida educacional do estado, conecta seu legado como professor e intelectual ao presente, mantendo viva sua memória no tecido urbano e cultural da cidade.